# Desaparición de Brianna Maitland
Brianna Alexandra Maitland (Burlington, Vermont; 8 de octubre de 1986) es una mujer estadounidense que desapareció en marzo de 2004 siendo adolescente, después de dejar su trabajo en el restaurante Black Lantern Inn. de Montgomery (Vermont). Su automóvil fue descubierto al día siguiente, al lado de una casa abandonada a un kilómetro y medio de su lugar de trabajo. Desde entonces no se la ha visto ni se han tenido noticias suyas. Debido a una confluencia de circunstancias, pasaron varios días antes de que amigos y familia denunciaran su desaparición.
En los días y semanas posteriores a su desaparición, la policía estatal investigó numerosos avisos, incluida la afirmación de que estaba cautiva en una casa ocupada por narcotraficantes locales de los que era conocida. Sin embargo, ninguno de estos supuestos resultó positivo. Un posible avistamiento de Maitland en 2006 en un casino de Atlantic City (Nueva Jersey), trajo un renovado interés por el caso, pero la mujer vista nunca fue identificada adecuadamente. En 2012, la policía investigó una posible conexión entre la desaparición de Maitland y el asesino en serie Israel Keyes, quien cometió numerosas violaciones y asesinatos en el estado de Vermont, Nueva York y el noroeste del Pacífico. Finalmente fue descartado como sospechoso por el FBI.
El caso se presentó en varios medios locales, en Dateline NBC y en la serie documental Disappeared. En 2017, el caso fue discutido en la serie documental sobre la estudiante universitaria Maura Murray, que desapareció un mes antes que Maitland en Woodsville (Nuevo Hampshire).

## Biografía
Nacida en octubre de 1986, Brianna era hija de Bruce y Kellie Maitland (de soltera Fisher). Fue criada con su hermano mayor en la granja de sus padres cerca de la frontera estadounidense con Canadá. En su juventud, recibió una amplia formación en jiu-jitsu. Maitland asistió a la preparatoria Missisquoi Valley Union High School antes de trasladarse a la también preparatoria de Enosburg Falls, durante su segundo año.
En su decimoséptimo cumpleaños, en octubre de 2003, decidió que quería mudarse de la granja de sus padres. Su madre, Kellie, dijo que no había estrés grave en el hogar, pero que Maitland quería más independencia y estar más cerca de un grupo de amigos que vivían a 24 kilómetros de distancia y asistían a una escuela secundaria diferente. Maitland se matriculó en la escuela secundaria de sus amigos, pero sus arreglos de vivienda eran inestables, ya que entraba y salía de las casas de varios amigos. A finales de febrero de 2004, había abandonado la escuela y se había mudado con su amiga de la infancia, Jillian Stout, a su domicilio en Sheldon, a 32 km al oeste de Montgomery. Para completar su educación, Maitland se inscribió en un programa de GED.
Tres semanas antes de su desaparición, Maitland fue atacada físicamente en una fiesta por una amiga llamada Keallie Lacross. El motivo del ataque no estaba claro, aunque el padre de Brianna, Bruce, más tarde declararía que creía que se debía a los celos por la interacción de Maitland con un compañero en la fiesta. Uno de los amigos de Maitland que estaba en la fiesta afirmó que Maitland se negó a pelear con Lacross, quien posteriormente la golpeó en la cara varias veces mientras Maitland estaba sentada en una camioneta. El altercado resultó en que Maitland sufriera una nariz rota y conmoción cerebral. Más tarde presentó cargos contra Lacross. Posteriormente, la denuncia se retiró tres semanas después de la desaparición de Maitland, y la policía declaró que Lacross estaba libre de cualquier participación en su desaparición.

## Desaparición

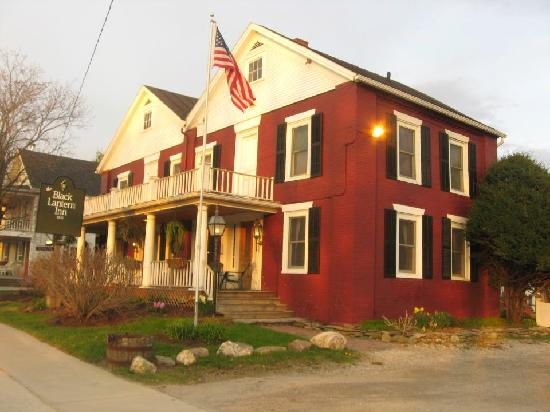
Fachada del Black Lantern Inn., restaurante en el que trabajaba Brianna y último lugar donde fue vista.

### Viernes 19 de marzo de 2004
En la mañana de ese día, Maitland realizó un examen para recibir su GED. Después de completar la prueba, ella y su madre almorzaron para celebrar la ocasión; su padre, Bruce, estaba fuera del estado trabajando en Nueva York en ese momento. Su madre la describió como de buen humor, y que Maitland había discutido los planes de asistir a la universidad.
Después del almuerzo, Maitland y su madre pasaron la tarde fuera haciendo recados. Mientras esperaba en la fila de salida de una tienda, Kellie dijo que algo afuera llamó la atención de Brianna; ella le dijo a su madre que regresaría pronto y salió de la tienda. Kellie completó su compra y encontró a Brianna en el estacionamiento, notando que su hija parecía nerviosa, sacudida y agitada. Ella le dijo a su madre que necesitaba irse a casa y prepararse para su próximo turno de trabajo en el Black Lantern Inn., restaurante ubicado en Montgomery donde trabajaba. No queriendo entrometerse, Kellie no preguntó qué había sucedido y dejó a Brianna en la casa de Stout, su amiga de la infancia, entre las 15:30 y las 16 horas. Esta fue la última vez que vio a su hija. En algún momento antes de partir para su trabajo, Maitland dejó una nota para Stout diciendo que regresaría esa noche. Maitland luego partió hacia el Black Lantern Inn.en un Oldsmobile sedán de 1985.
Tras completar su turno, Maitland abandonó el restaurante aproximadamente a las 23:20 horas de la noche. Les dijo a sus compañeros que necesitaba llegar a casa y descansar antes de comenzar el turno de su segundo trabajo al día siguiente en St. Albans. Según todos los testimonios, Maitland iba sola en su vehículo cuando se fue.

### Sábado 20 de marzo de 2004

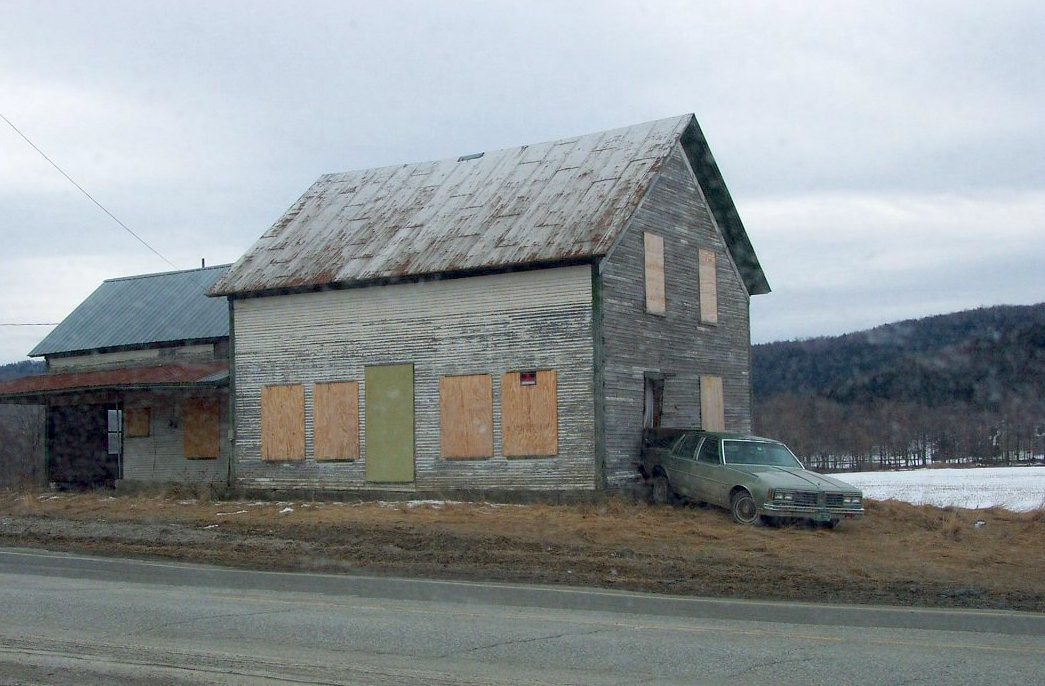
El Oldsmobile sedán de Brianna accidentado contra la casa tal como fue encontrado abandonado por la policía.

En la tarde del día siguiente, sábado 20 de marzo, un agente de la Policía Estatal de Vermont fue enviado a una casa abandonada en la Ruta 118 en Richford, a poco más un kilómetro del Black Lantern Inn., donde se encontraba estacionado el vehículo de Maitland. Conocida en aquel entorno como "la antigua casa de Dutchburn", la zona trasera del coche había chocado con el revestimiento de la casa. Una pieza de madera contrachapada que había estado cubriendo una ventana yacía sobre el maletero del automóvil. Dos de los cheques de pago de Maitland estaban en el asiento delantero del automóvil, y afuera, la policía observó un cambio suelto, una botella de agua y un cigarrillo sin fumar. La policía asumió entonces que el automóvil había sido abandonado por un conductor ebrio, y una compañía de grúas lo llevó a un garaje local.
Maitland no fue reportada como desaparecida por varios días. Su madre Kellie no se enteró del descubrimiento del automóvil hasta cinco días después. Stout vio la nota de Maitland el viernes 19 de marzo, pasó el fin de semana fuera y encontró la nota en el mismo sitio cuando regresó el lunes. Suponiendo que Maitland se quedaba en otro lugar, no llamó a Kellie hasta el día siguiente.
El martes 23 de marzo, Kellie comenzó a llamar a varias personas para encontrarla, incluidos amigos y compañeros de trabajo, pero ninguno había visto a Brianna. Fallando en sus esfuerzos, y aún sin saber que el vehículo que Maitland había sido recuperado y almacenado, presentó un informe de personas desaparecidas ese día. El jueves 25 de marzo, los padres de Maitland le dieron fotos de ella a la Policía Estatal de Vermont. Un policía les mostró una foto del Oldsmobile encontrado en la antigua casa de Dutchburn, que identificaron de inmediato como el automóvil de su hija. Kellie dijo en entrevistas que la foto la "rechazó instintivamente" y que creía que otra persona, no Maitland, había dejado el vehículo en ese lugar y en aquella manera.

### Testimonios posteriores
Después de la desaparición reportada de Maitland, varias personas acudieron a la policía para informar sobre avistamientos del vehículo de Maitland en la antigua casa de Dutchburn la noche que desapareció.
- Un hombre que pasó por la casa entre las 23:30 y las 0:30 horas de la noche del 19 al 20 de marzo dijo que los faros del automóvil podrían haber estado encendidos. Dijo que no vio a nadie dentro o alrededor del automóvil.[2]
- Un segundo hombre que pasó entre la medianoche y las 0:30 horas del sábado 20 de marzo, recordó haber visto el coche con un intermitente encendido.[2]
- Alrededor de las 4:00 horas de la madrugada, un exnovio de Maitland pasó por la escena después de una noche de fiesta al otro lado de la frontera en Canadá. Pensó reconocer el vehículo, pero no vio a nadie dentro o alrededor.[2]
- A la mañana siguiente, algunos automovilistas que pasaban encontraron la escena lo suficientemente extraña como para detenerse y tomarle fotos. Uno de los fotógrafos reportó un cambio suelto, una botella de agua y un brazalete o collar en el suelo al lado del auto.[2]

## Investigación

### Hallazgos iniciales
La Policía Estatal de Vermont dirigió la investigación oficial durante los primeros meses después de la desaparición de Maitland. Se mostró escéptica de que hubiera complicaciones en el caso, considerando la posibilidad de que Maitland fuera una fugitiva. El área que rodeaba la antigua casa de Dutchburn fue peinada a pie por la policía y los perros de búsqueda, pero no se encontró nada. El vehículo de Maitland fue procesado por el laboratorio estatal de crímenes en busca de evidencia el 30 de marzo de 2004, después de que el automóvil quedara confiscado en un garaje local. Al regresar el automóvil a la familia Maitland, Bruce notó que la tarjeta de cajero automático de su hija, las gafas, el estuche de estas y la medicación para la migraña habían quedado en el interior.
Posteriormente, la policía concluyó que el juego sucio era la causa probable de la desaparición de Maitland, y una información de 2007 proporcionado por el FBI declaró que la escena en la que se descubrió el automóvil de Maitland podría haber sido puesta en escena como un accidente. Los padres de Maitland especularon públicamente que pudo haber sido secuestrada por varias personas, afirmando que habría sido difícil para un solo asaltante someterla debido a su entrenamiento de jiu-jitsu.
La desaparición de Maura Murray, una estudiante universitaria de Massachusetts, en el noroeste de New Hampshire el mes anterior, no se consideró relacionada con la desaparición de Maitland por parte de la policía, a pesar de que los eventos ocurrieron a apenas 150 km de distancia. En 2004, la familia de Maitland organizó un sitio web, extinto ya, en el que ofrecían una recompensa de 20.000 dólares estadounidenses por cualquier información que condujera a su paradero.

### Alegaciones y declaración jurada
La semana siguiente a la desaparición de Maitland, la policía recibió una denuncia anónima alegando que Brianna estaba detenida contra su voluntad en una casa en las cercanías de Berkshire, a 16 km de Montgomery. La casa, alquilada y entonces ocupada por Ramon L. Ryans y Nathaniel Charles Jackson, dos narcotraficantes conocidos de Nueva York, fue allanada por la policía el 15 de abril de 2004. Se descubrieron varios cargamentos de droga en el interior, así como cantidades sustanciales de cocaína y marihuana, pero no se encontraron signos de Maitland. Ryans fue arrestado durante la redada por cargos de drogas. Tras entrevistar a los amigos cercanos de Maitland, se informó a la policía que la joven había experimentado con drogas duras en el pasado, específicamente el crack, y que conocía a Ryans y Jackson.
A finales de 2004, la policía recibió una declaración de una "mujer mayor" anónima que implicaba a Ryans y Jackson en la desaparición y presunto asesinato de Maitland. La declaración jurada firmada contenía acusaciones, escritas en detalle gráfico, de que Maitland había sido asesinada aproximadamente una semana después de su desaparición. La mujer que proporcionó la declaración jurada afirmó que Ryans asesinó a Maitland durante una discusión sobre el dinero que le había prestado para comprar crack, y que su cuerpo había sido almacenado temporalmente en el sótano de la casa de una mujer local recientemente encarcelada. El cuerpo de Maitland fue presuntamente desmembrado con una sierra de mesa y eliminado en una granja de cerdos. La policía no pudo corroborar ninguno de los reclamos de la carta.
La familia Maitland también informó que habían recibido varias llamadas telefónicas anónimas no corroboradas de personas que alegaban que Maitland estaba "atada a un árbol en el bosque", y que la habían tirado al fondo de un lago.

### Desarrollos posteriores
En 2006, las imágenes de seguridad del casino Caesars World en Atlantic City (Nueva Jersey) mostraron a una mujer que se parecía a Maitland sentada en una mesa de póker. No obstante, la supuesta mujer nunca pudo ser identificada adecuadamente.
En 2012, la policía investigó una posible conexión entre la desaparición de Maitland y el asesino en serie Israel Keyes, quien cometió numerosas violaciones y asesinatos en Alaska, Oregón y Washington, así como en Vermont y Nueva York. El FBI descartó esta posible a finales de diciembre de 2012, poco después de que Keyes se suicidara en Anchorage (Alaska).
En marzo de 2016, en el duodécimo aniversario del caso, los investigadores revelaron a una cadena de televisión local que habían recuperado muestras de ADN del automóvil de Maitland, pero dichos resultados no se hicieron públicos. En julio de 2016, la granja donde se descubrió el vehículo de Maitland resultó destruida en un incendio.

## Casos relacionados
Otros casos de personas desaparecidas en los que se vio involucrada la presencia de su automóvil abandonado han sido:
- Desaparición de Patricia Meehan, en Montana (1989).
- Desaparición de Leah Roberts, en el estado de Washington en (2000).
- Desaparición de Maura Murray, en Nuevo Hampshire en (2004).
- Desaparición de Jennifer Kesse, en Florida (2006).
- Desaparición de Brandon Swanson, en Minnesota, en (2008)
- Desaparición de Tiffany Daniels, en Florida en (2013).